# Borja Larragán
Francisco de Borja Larragán (Madrid el 19 de abril de 1976) es un exjugador de baloncesto profesional de nacionalidad española que desarrolló la práctica totalidad de su vida deportiva en distintos equipos del baloncesto de España, tanto de liga ACB como de liga LEB, aunque tuvo breves experiencias en otras ligas europeas.

## Historia
Nació en Madrid el 19 de abril de 1976. Mide 1,88 metros y durante toda su trayectoria deportiva ocupó la posición de base.
Su formación como jugador la realizó en un principio en las plantillas inferiores del Real Madrid, Guadalajara y Las Rozas, para posteriormente irse a EE. UU. donde jugó en las universidades de Providence College y Marist.
Su primera experiencia como profesional se produce en la liga griega en la temporada 99-00, donde llega para fichar por el Aris de Salónica aunque es cortado sin tan siquiera llegar a debutar. Tras fichar por el Pepsi Rímini de la Lega italiana, donde cae lesionado el día de su debut por lo que se pierde toda la temporada, tiene una breve experiencia en el JL Bourg-en-Bresse de la LNB francesa en la temporada 2000-01.
Poco después vuelve definitivamente a España para jugar en el Gijón Baloncesto de la liga ACB durante la temporada 2001-02.
Tras descender con el Gijón a la LEB, se marcha a jugar al Club Baloncesto León que participaba en la misma categoría.
Su gran actuación en el León le sirvió para dar el salto de categoría y fichar por el Jabones Pardo Fuenlabrada de liga ACB, donde jugó la temporada 2003-04 y tuvo una actuación discreta. Al año siguiente vuelve a las filas del baloncesto León en la LEB y tras finalizar la temporada, llega a disputar unos encuentros de la temporada 2005-06 en las filas del Pamesa Valencia de la ACB con el que firma un contrato temporal que no le es renovado a su finalización.
Esa misma temporada acaba fichando por el Polaris World Murcia de la liga LEB y a las órdenes de Manolo Hussein acaba consiguiendo el ascenso del club murciano a la ACB.
En la temporada 2006-07 ficha por el Baloncesto Cantabria a las órdenes de Pablo Laso, el que a la postre se convertiría en su último equipo como profesional, ya que tras renovar un año más por este club, a la finalización de la temporada 2007-08 anuncia su retirada definitiva de las canchas.
El siempre ha luchado por obtener trofeos y gracias a su esfuerzo lo ha conseguido

## Trayectoria profesional
- Real Madrid. Categorías inferiores
- 1992-93 Primera División. Európolis Las Rozas
- 1993-94 Primera División. CB Guadalajara
- 1994-96 NCAA. Universidad de Providence
- 1997-99 NCAA. Marist College
- 1999-00 HEBA. Aris de Salónica. (Cortado sin debutar)
  - 1999-00 Lega. Pepsi Rimini. (Lesionado en su debut)
- 2000-01 LNB. JL Bourg-en-Bresse
- 2001-02 ACB. Gijón Baloncesto
- 2002-03 LEB. Baloncesto León
- 2003-04 ACB. Jabones Pardo Fuenlabrada
- 2004-05 LEB. Baloncesto León
- 2005 ACB. Pamesa Valencia
- 2005 LEB. Polaris World Murcia
- 2006-08 LEB. Baloncesto Cantabria

## Palmarés
- 1992 Campeón Torneo 6 Naciones Bellgarde, Francia.MVP
- 1993 Eurobasket Juvenil de Ankara. Medalla de Plata
- 1994 Eurobasket Junior Tel Aviv. Medalla de Bronce
- 1995 Mundobasket Junior de Atenas. Medalla de Bronce.[1]
- 1998 MAAC Third Team All-Conference
- 2006 Campeón Copa Príncipe de Asturias
- 2006 Ascenso ACB Club Baloncesto Murcia
- 2007 Campeón Temporada Regular LEB. Lobos Cantabria